# سفر + تفریح
سفر + تفریح (انگلیسی: Travel + Leisure) یک مجله تخصصی مسافرت است که دفتر مرکزی آن در شهر نیویورک است. این مجله ۱۲ بار در سال منتشر می‌شود و مطابق آمار وبسایت آن ۴٫۸ خواننده دارد. شرکت تایم این مجله را در سال ۲۰۱۳ از امریکن اکسپرس خرید. این مجله ابتدا در سال ۱۹۳۷ و با نام «دوربین و سفر آمریکا» منتشر می‌شد و از سال ۱۹۷۱ به نام کنونی تغییر نام داد.